# Émile de Riverieulx
Émile-Armand-Marie de Riverieulx est un homme politique français né le 25 mars 1809 à Brest (Finistère) et mort le 18 mai 1876 au château de Tréglonou (Finistère).

## Biographie
Propriétaire agriculteur, il est un opposant à la Monarchie de Juillet. Il est député du Finistère de 1848 à 1849, siégeant à droite.
Il fut maire de Tréglonou entre 1834 et 1848 et entre 1850 et 1851. Son fils Thomas Marie Émile de Riverieux, dit aussi Émile de Riverieux, fut maire de Tréglonou entre 1881 et 1898.

## Sources
- « Émile de Riverieulx », dans Adolphe Robert et Gaston Cougny, Dictionnaire des parlementaires français, Edgar Bourloton, 1889-1891 [détail de l’édition]